# Berazіno rajon
Berazіno rajon (belarusiska: Бярэзінскі раён) är ett distrikt i Belarus. Det ligger i voblasten Minsks voblast, i den centrala delen av landet, 90 kilometer öster om huvudstaden Minsk. Distriktshuvudort är Berazіno.